# Gouvernement de Vilna
14 décembre 1795 – 1920
Entités précédentes :
- République des Deux Nations

Entités suivantes :
- République de Lituanie
- Pologne
- République socialiste soviétique de Biélorussie

Le gouvernement de Wilna, ou Vilna (en russe : Виленская губерния, Vilenskaïa goubernia), est une entité territoriale et administrative de l'Empire russe. Il formait avec les gouvernements de Kowno, Grodno, Minsk, Moguilev et de Vitebsk, le territoire du nord-ouest (Severo-zapadny kraï). Sa capitale était Vilna, l'actuelle Vilnius (l'ancienne Wilno, en polonais).

## Historique

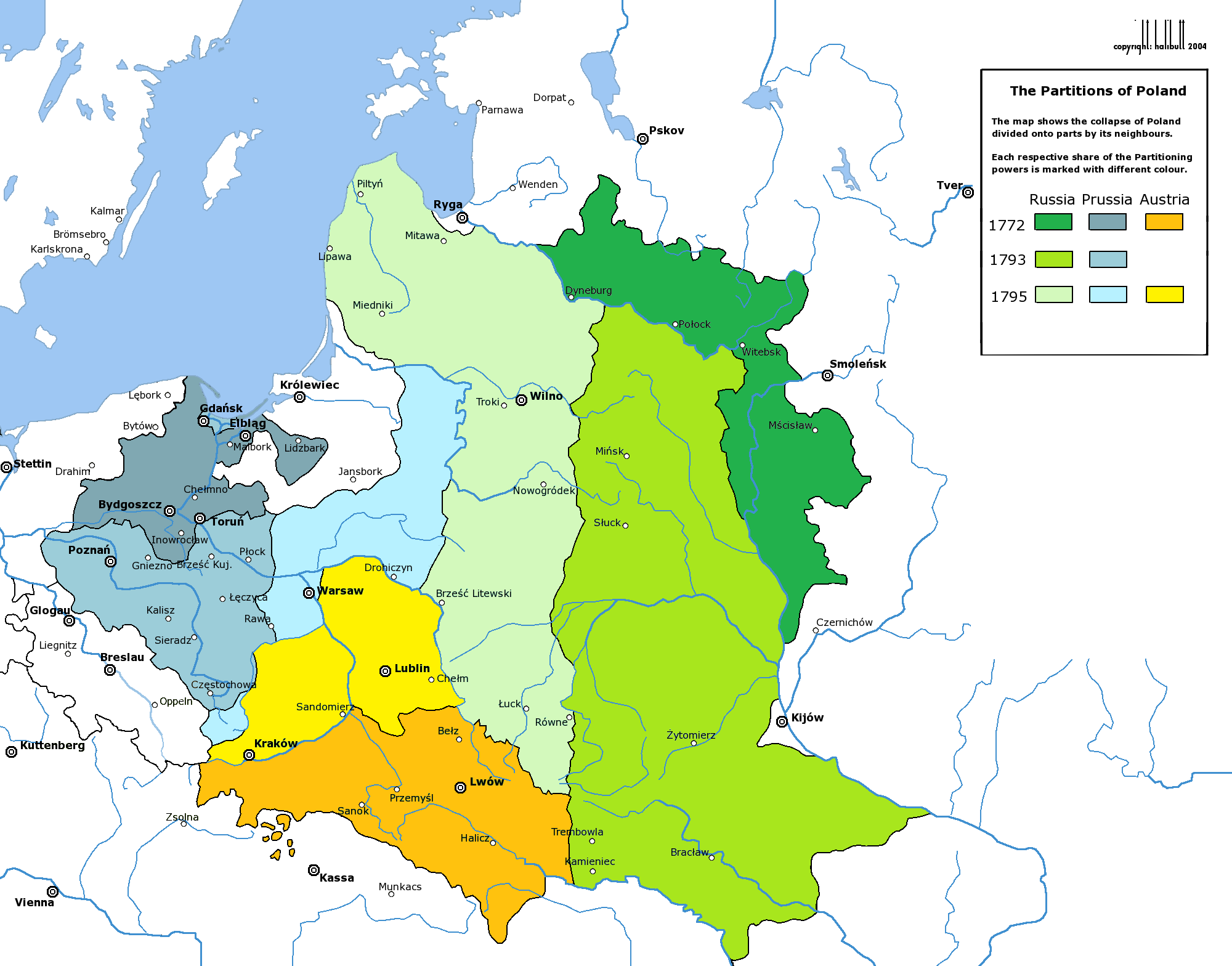
Partitions de la Pologne

Ce gouvernement fut formé en 1795 au troisième partage de la Pologne — entre la Russie, la Prusse et l'Autriche — et intégré à l'Empire russe. Il comportait les terres de Lituanie polonaise et de l'ouest de la Russie blanche.
Le gouvernement de Wilna est constitué d'abord des ouïezds de Braslaw, de Wilna, de Wilkomir, de Zawilia, de Kowno (l'actuelle Kaunas), d'Oszmiana, de Rosiene (Rossieny en russe), de Telsze (Telchiaï en russe), de Troki, d'Upita et de Chavli (ancienne Schaulen de l'Ordre Livonien et Szawle polonaise).
En décembre 1796, l'empereur Paul Ier le réunit au gouvernement de Slonim et nomme l'ensemble gouvernement de Lituanie, Vilna étant sa capitale administrative.

Le Gouvernement de Vilna (en vert), 1843–1915, avec les frontières de l'actuelle Lithuanie

Par un oukaze du 9 septembre 1801, Alexandre Ier partage ce gouvernement en deux :
- le gouvernement de Lituanie-Wilna
- le gouvernement de Lituanie-Grodno.

Nicolas Ier fait retirer « Lituanie » de leur appellation trente ans plus tard, en 1840.
L'ouïezd de Braslaw laisse la place à l'ouïezd de Novoalexandrovsk en 1806 et celui d'Upita remplacé par celui de Poniewiez (Ponovej en russe). En 1842, celui de Zawilia est remplacé par Swietciany (Svetzany en russe). Un an plus tard, une partie de son territoire est intégrée à celui de Kowno. Ne restent alors que les ouïezds de Wilna, d'Oszmiana, de Swietciany et de Troki, tandis qu'y entrent ceux de Lida, qui était dans le gouvernement de Grodno, de Wilejka et de Dzisna (Disna en russe), qui étaient dans le gouvernement de Minsk. Le gouverneur général siège à Wilna.
L'occupation allemande de 1915 bouleverse les limites du territoire.
Tous ses territoires sont partagés en 1920 entre les territoires de la nouvelle Pologne et de la Lituanie  Cependant, la plupart de ces terres se sont retrouvées en Pologne (80-90%).

## Population
Au recensement de 1897, la population du gouvernement s'élevait à 1 561 713 habitants, qui se répartissaient de la manière suivante :
- Ouïezd de Wiljeka (ou Vileïka en russe), 208 013 habitants, dont 3 560 à Wilejka
- Ouïezd de Wilna, 363 313 habitants, dont 154 532 à Wilna
- Ouïezd de Dzina (ou Disna en russe), 204 923 habitants, dont 6 758 à Dzina
- Ouïezd de Lida, 205 767 habitants, dont 9 323 à Lida
- Ouïezd d'Oszmiana, (ou Ochmiany en russe), 233 559 habitants, dont 7 214 à Oszmiana
- Ouïezd de Swietciany/Święciany (ou Svetzany en russe), 172 231 habitants, dont 6 025 à Swietciany
- Ouïezd de Troki, 203 401 habitants, dont 3 240 à Troki.

La population urbaine regroupait 198 000 habitants environ, soit 12,7 %. Sur le plan religieux, les catholiques représentaient 59 % et les orthodoxes 26 % de la population. Le gouvernement de Vilna comptait également des juifs ashkénazes et quelques petites minorités protestantes.
Les nationalités de ces sujets de l'Empire se répartissaient ainsi :
- Biélorusses : 56,1 %
- Lituaniens : 17,6 %
- Juifs : 12,7 %
- Polonais : 8,2 %
- Grands-Russes (selon la dénomination de l'époque) : 4,9 %
- Autres : 0,5 % (surtout des germano-baltes)
- et dans les ouïezds :
  - Dzina/Disna : Biélorusses 81,1 %, Juifs 10,1 %, Grands-Russes 5,9 %, Polonais 2,4 %
  - Lida : Biélorusses 73,2 %, Juifs 12 %, Lituaniens 8,7 %, Polonais 4,7 %, Grands-Russes 1,2 %
  - Oszmiana/Ochmiany : Biélorusses 80 %, Juifs 12,1 %, Grands-Russes 2,3 %, Polonais 1,7 %
  - Swietciany/Svetzany : Biélorusses 47,5 %, Lituaniens 33,8 %, Juifs 7,1 %, Polonais 6 %, Grands-Russes 5,4 %
  - Troki : Lituaniens 58,1 %, Biélorusses 15,7 %, Polonais 11,3 %, Juifs 9,5 %, Grands-Russes 4,6 %
  - Wilejka/Vileïka : Biélorusses 86,9 %, Juifs 9,5 %, Polonais 2,5 %
  - Wilno/Wilna : Biélorusses 25,8 %, Juifs 21,3 %, Lituaniens 20,9 %, Polonais 20,9 %, Grands-Russes 10,4 %

Le recensement de l'Allemagne pendant l'occupation allemande en 1916 a montré que 60% du territoire du gouvernement de Vilna était habité par des Polonais, 15-20% par des Lituaniens, 20-25% par d'autres (surtout des Juifs et des Biélorusses). La différence entre les recensements allemand et russe est que les Russes ont sous-estimé et falsifié le nombre de Polonais, principalement en faveur des Russes.

## Gouverneurs généraux de Wilna
- Nikolaï Repnine (1794-1797)
- Mikhaïl Koutouzov (1799-1801)
- Levin August von Bennigsen (1801-1806)
- Alexandre Rimski-Korsakov (1806-1830)
- Mikhaïl Mouraviov-Vilensky (1863-1865)
- Constantin von Kaufmann (1865-1866)
- Alexandre Potapov (1868-1874)
- Eduard von Totleben (1880-1884)
- Alexandre Frese (1895-1896)
- Piotr Sviatopolk-Mirski (1902-1904)

## Source
- (it) Cet article est partiellement ou en totalité issu de l’article de Wikipédia en italien intitulé « Gubernija di Vilna » (voir la liste des auteurs).